# Leichtathletik-Länderkampf 1926 Schweiz – Deutschland – Frankreich
| Einziger Leichtathletik-Länderkampf mit deutscher Beteiligung 1926 | Einziger Leichtathletik-Länderkampf mit deutscher Beteiligung 1926 |
| ------------------------------------------------------------------ | ------------------------------------------------------------------ |
|                                                                    |                                                                    |
| Dreiländervergleich: Schweiz – Deutschland – Frankreich            |                                                                    |
| Austragungsort                                                     | Basel                                                              |
| Wettbewerbe                                                        | 15                                                                 |
| Datum                                                              | 22. August 1926                                                    |
| 1. Deutschland 2. Frankreich 3. Schweiz                            | 127,5 Punkte 089,5 Punkte 068,0 Punkte                             |
| Chronik                                                            |                                                                    |
| ← letzter LK 1925: 00SUI-GER                                       | erster LK 1927:00 GER-SUI →                                        |

Der einzige Vergleich des Leichtathletik-Länderkampfjahres 1926 mit deutscher Beteiligung wurde wie auch in den Jahren zuvor in der Schweizer Stadt Basel ausgetragen. Allerdings blieben die Schweiz und Deutschland bei diesem Wettkampf nicht unter sich, sondern als dritter Teilnehmer kam Frankreich dazu, ein Land, mit dem das deutsche Team noch keinen Leichtathletik-Länderkampf ausgetragen hatte. Am 22. August fand die Begegnung dieser drei Nationen unter alleiniger Beteiligung von Männern statt.
Deutschland behauptete sich in seinem ersten Dreiländerkampf mit klarem Vorsprung vor Frankreich und Gastgeber Schweiz und erzielte damit seinen siebten Sieg im siebten Länderkampf. Nachdem in der letzten Saison zwei Ländervergleiche mit deutscher Beteiligung ausgetragen worden waren, blieb es in dieser Saison bei dieser einzigen Auseinandersetzung.

## Modus
Die Regeln wurden analog zum Zweiländerkampf mit der Schweiz im letzten Jahr angewendet. Zwei Athleten traten je Wettbewerb und Nation gegeneinander an – ein Modus, der sich bei Länderkämpfen in späteren Jahren fest etablierte. Die Sieger erhielten in den Einzeldisziplinen jeweils sechs Punkte, die Zweiten jeweils fünf usw. bis hin zu den Sechstplatzierten, die jeweils noch mit einem Punkt in die Wertung kamen. In den beiden Staffeln brachte Platz eins fünf und Platz zwei drei Punkte. Die Mannschaft auf dem dritten und letzten Rang bekam noch einen Punkt.

## Legende
Kurze Übersicht zur Bedeutung der Symbolik – so üblicherweise auch in sonstigen Veröffentlichungen verwendet:
| DNF   | nicht im Ziel (did not finish) |
| DSQ   | disqualifiziert                |
| k. A. | keine Angabe                   |

## Resultate

### 100 m
| Platz | Athlet           | Land | Zeit (s) |
| ----- | ---------------- | ---- | -------- |
| 1     | Helmut Körnig    | GER  | 10,9     |
| 2     | Maurice Degrelle | FRA  | 11,1     |
| 3     | André Mourlon    | FRA  | 11,1     |
| 4     | Kurt Dreibholz   | GER  | 11,2     |
| 5     | Karl Borner      | SUI  | 11,2     |
| 6     | Willy Weibel     | SUI  | k. A.    |

### 200 m
| Platz | Athlet           | Land | Zeit (s) |
| ----- | ---------------- | ---- | -------- |
| 1     | Helmut Körnig    | GER  | 21,8     |
| 2     | Maurice Degrelle | FRA  | 22,0     |
| 3     | Werner Wege      | GER  | 22,0     |
| 4     | André Mourlon    | FRA  | 22,0     |
| 5     | Karl Borner      | SUI  | 22,0     |
| 6     | Josef Imbach     | SUI  | k. A.    |

### 400 m
| Platz | Athlet             | Land | Zeit (s) |
| ----- | ------------------ | ---- | -------- |
| 1     | Josef Imbach       | SUI  | 48,8     |
| 2     | Reinhold Schmidt   | GER  | 50,0     |
| 3     | Otto Faist         | GER  | k. A.    |
| 4     | Christian Simmen   | SUI  | k. A.    |
| 5     | Georges Pontvianne | FRA  | k. A.    |
| 6     | Willy Wolljung     | FRA  | k. A.    |

### 800 m
| Platz | Athlet            | Land | Zeit (min) |
| ----- | ----------------- | ---- | ---------- |
| 1     | Paul Martin       | SUI  | 1:54,5     |
| 2     | Herbert Böcher    | GER  | 1:55,0     |
| 3     | Séra Martin       | FRA  | 1:56,0     |
| 4     | Oschwald          | SUI  | k. A.      |
| 5     | Lucien Blot       | FRA  | k. A.      |
| 6     | Hermann Engelhard | GER  | k. A.      |

### 1500 m
| Platz | Athlet         | Land | Zeit (min) |
| ----- | -------------- | ---- | ---------- |
| 1     | Otto Peltzer   | GER  | 3:59,8     |
| 2     | Herbert Böcher | GER  | k. A.      |
| 3     | Roger Pelé     | FRA  | 4:06,0     |
| 4     | Max Berger     | FRA  | k. A.      |
| 5     | Mercier        | SUI  | 4:24,4     |
| 6     | William Marthe | SUI  | k. A.      |

### 5000 m
| Platz | Athlet              | Land | Zeit (min) |
| ----- | ------------------- | ---- | ---------- |
| 1     | Siegfried Dieckmann | GER  | 15:18,4    |
| 2     | Joseph Guillemot    | FRA  | 15:18,6    |
| 3     | Jules Ladoumègue    | FRA  | k. A.      |
| 4     | Peter Frandsen      | GER  | k. A.      |
| 5     | Alfred Gaschen      | SUI  | k. A.      |
| 6     | Amrein              | SUI  | k. A.      |

### 110 m Hürden
| Platz | Athlet            | Land | Zeit (s)                   |
| ----- | ----------------- | ---- | -------------------------- |
| 1     | Heinrich Troßbach | GER  | 15,4                       |
| 2     | Adolf Meier       | SUI  | 16,0                       |
| 3     | Gilbert Allart    | FRA  | k. A.                      |
| DSQ   | Hans Steinhardt   | GER  | mehr als 2 Hürden gerissen |
| DSQ   | Géo André         | FRA  | mehr als 2 Hürden gerissen |
| DNF   | Ernst Gerspach    | SUI  |                            |

Anmerkung zur Disqualifikation:
In den frühen Jahren der Leichtathletik durften in den Rennen über 110 und über 400 Meter Hürden höchstens zwei Hürden gerissen werden, ansonsten wurde eine Disqualifikation ausgesprochen.

### 4 × 100 m Staffel
| Platz | Besetzung       | Land                                                        | Zeit (s) |
| ----- | --------------- | ----------------------------------------------------------- | -------- |
| 1     | Deutsches Reich | Kurt Dreibholz Werner Wege Hubert Houben Helmut Körnig      | 41,8     |
| 2     | Frankreich      | Maurice Degrelle André Cerbonney René Mourlon André Mourlon | 42,8     |
| 3     | Schweiz         | Willy Tschopp Willy Weibel Heinz Hemmi Karl Borner          | 42,8     |

### 4 × 400 m Staffel
| Platz | Besetzung       | Land                                                          | Zeit (min) |
| ----- | --------------- | ------------------------------------------------------------- | ---------- |
| 1     | Deutsches Reich | Otto Faist Hermann Engelhard Reinhold Schmidt Otto Peltzer    | 3:17,4     |
| 2     | Schweiz         | Adrian Chevigny Christian Simmen Paul Martin Josef Imbach     | 3:21,8     |
| 3     | Frankreich      | André Cerbonney Raymond Jamois Francis Galtier Georges Dupont | 3:25,8     |

### Hochsprung
| Platz | Athlet           | Land | Höhe (m) |
| ----- | ---------------- | ---- | -------- |
| 1     | Pierre Lewden    | FRA  | 1,89     |
| 2     | Fritz Huhn       | GER  | 1,87     |
| 3     | André Migaud     | FRA  | 1,85     |
| 4     | Otto Betz        | GER  | 1,83     |
| 5     | Max Stauber      | SUI  | 1,75     |
| 6     | Heinrich Schuler | SUI  | 1,73     |

### Stabhochsprung
| Platz | Athlet           | Land | Höhe (m) |
| ----- | ---------------- | ---- | -------- |
| 1     | Karl Möbius      | GER  | 3,65     |
| 1     | Robert Vintousky | FRA  | 3,65     |
| 3     | Willi Gräber     | GER  | 3,40     |
| 3     | Pierre Lewden    | FRA  | 3,40     |
| 3     | Egli             | SUI  | 3,40     |
| 6     | Hans Moser       | SUI  | 3,20     |

### Weitsprung
| Platz | Athlet           | Land | Weite (m) |
| ----- | ---------------- | ---- | --------- |
| 1     | Rudolf Dobermann | GER  | 7,03      |
| 2     | Henry Schumacher | GER  | 7,02      |
| 3     | Adolf Meier      | SUI  | 6,92      |
| 4     | Albert Pinson    | FRA  | 6,81      |
| 5     | Alfred Sutter    | SUI  | 6,75      |
| 6     | André Béhotéguy  | FRA  | 6,58      |

### Kugelstoßen
| Platz | Athlet              | Land | Weite (m) |
| ----- | ------------------- | ---- | --------- |
| 1     | Georg Brechenmacher | GER  | 14,11     |
| 2     | Édouard Duhour      | FRA  | 13,99     |
| 3     | Willi Schröder      | GER  | 13,89     |
| 4     | Raoul Paoli         | FRA  | 13,59     |
| 5     | Werner Nüesch       | SUI  | 13,10     |
| 6     | Grütter             | SUI  | 12,03     |

### Diskuswurf
| Platz | Athlet             | Land | Weite (m) |
| ----- | ------------------ | ---- | --------- |
| 1     | Hans Hoffmeister   | GER  | 40,85     |
| 2     | Arturo Conturbia   | SUI  | 39,60     |
| 3     | Hermann Hänchen    | GER  | 39,04     |
| 4     | Paul Béranger      | FRA  | 37,09     |
| 5     | Bernard Guggenheim | SUI  | 34,88     |
| 6     | Édouard Duhour     | FRA  | 32,64     |

### Speerwurf
| Platz | Athlet           | Land | Weite (m) |
| ----- | ---------------- | ---- | --------- |
| 1     | Herbert Molles   | GER  | 54,46     |
| 2     | Walter Lüdeke    | GER  | 54,29     |
| 3     | Werner Wäckerlin | SUI  | 53,47     |
| 4     | Emmanuel Degland | FRA  | 53,38     |
| 5     | Würth            | SUI  | 50,06     |
| 6     | Paul Diringer    | FRA  | 48,08     |